# 卡米妮·卡沙尔

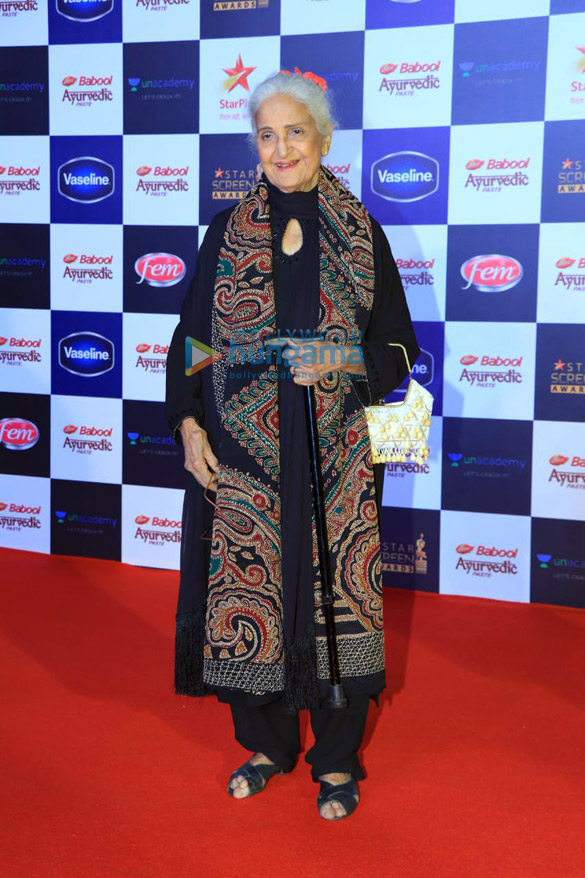
卡米妮·卡沙尔

卡米妮·卡沙尔（1927年2月24日—） 是一位印度女演员，曾出演印地语电影和电视剧。 1946年，她所演的電影獲得金棕榈奖，她本人又於1956年获得印度電影觀眾獎最佳女演员奖。2010年代，她又在金奈快车中亮相。